# Souzay-Champigny

Souzay-Champigny este o comună în departamentul Maine-et-Loire, Franța. În 2009 avea o populație de 736 de locuitori.